# The Tramp (filme)
The Tramp (Charlot vagabundo em Portugal, e O vagabundo no Brasil) é um filme mudo de curta-metragem estadunidense de 1915, escrito, dirigido e protagonizado por Charles Chaplin, produzido por Jess Robbins e distribuído pela Essanay Studios. O filme marcou o início d'O Vagabundo mais conhecido hoje, com um final triste e mostrando que o personagem pensava nos outros, e não apenas em si mesmo. Chaplin já interpretara o personagem em filmes anteriores, os quais, no entanto, continham mais comédia pastelão e menos sentimentalismo. O filme também conta com a participação de Edna Purviance e Ernest Van Pelt. The Tramp foi o quinto e último filme da Essanay produzido em Niles, Califórnia.

## Sinopse
O Vagabundo encontra a moça de seus sonhos, mas ela foi raptada por um grupo de vilões. Ele vai trabalhar na fazenda do pai da moça para recuperar o dinheiro e defendê-la dos vilões.
Após ter terminado seu serviço, o Vagabundo descobre que a moça tem um pretendente e, triste, decide seguir o seu caminho, sozinho.

## Elenco
- Charles Chaplin .... Vagabundo
- Edna Purviance .... filha do fazendeiro
- Ernest Van Pelt .... fazendeiro
- Paddy McGuire .... trabalhador da fazenda
- Lloyd Bacon .... noivo da moça / segundo vilão
- Leo White .... primeiro vilão
- Bud Jamison .... terceiro vilão
- Billy Armstrong .... ministro